# Бейкер, Валентин
Валентин Бейкер (тур. Baker Paşa, Бекер-паша; 1827, Энфилд — 28 мая 1887, Эт-Тель-эль-Кебир) — британский офицер и османский военачальник, командовавший турецкой армией на балканском фронте русско-турецкой войны. Младший брат сэра Сэмюэла Бейкера. Писатель. 

## Биография
Родился в Великобритании, в лондонском пригороде Энфилд. Участвовал в Кафрских войнах (1852—1853) и в Крымской войне. В 1859 году получил чин майора британской армии, возглавив 10-й гусарский полк. После 1873 года он совершил поездку в Персию и Афганистан и свои заметки и наблюдения изложил в сочинении «Clouds in the East». В 1874 году вернулся в Великобританию. В 1877 году поступил на турецкую службу и принял участие в русско-турецкой войне на стороне турок. В частности, он участвовал в бою при Ташкисене, где под его началом было 4 тыс. турецких солдат. После войны получил административный пост в Османской Армении. 
С 1882 года находился на службе в Египте, где принял участие в организации полицейской службы. В 1884 году принял участие в подавлении мятежа махдистов, но проиграл бой при Эль-Теб.
Автор труда «War in Bulgaria. A narrative of Personal Experiences» (2 т., 750 с.)